# Positivity
«Positivity» — первый сингл из альбома A New Morning группы Suede, выпущенный 16 сентября 2002 года на лейбле Columbia Records. Сингл представляет собой отход от присущего двум предыдущим альбомам группы стиля и имеет более акустическое и тёплое звучание. Несмотря на отход от русла предыдущих песен Suede, «Positivity» достиг 16 места в чартах Великобритании и первого — в Дании. Над синглом работали разные продюсеры: «Positivity» был спродюсирован Джоном Леки; «One Love», «Superstar» и «Colours» — Стивеном Стритом, «Simon» — самими Suede и Кеном Томасом, «Cheap» — Suede и Диком Мини, а «Campfire Song» — Suede и Алексом Сильвой.
Песня была жестоко раскритикована поклонниками и музыкальной прессой. Андерсон впоследствии говорил: «Когда я только написал её, мне казалось, что это шедевр, но позже я понял, что многих она просто-напросто оскорбила». Один из журналистов NME почувствовал, что группа отыграла своё и намекнул, что им лучше бы разойтись, сказав: «Ради всего святого, парни, у вас всё ещё есть поклонники. Уйдите со сцены без шума, и они останутся вам верны».
Видео к заглавной композиции было срежиссировано Джулианом Гиббсом.

## Список композиций
| №  | Название             | Автор(ы)                                                            | Длительность |
| -- | -------------------- | ------------------------------------------------------------------- | ------------ |
| 1. | «Positivity»         | Бретт Андерсон, Ричард Оукс, Саймон Гилберт, Мэт Осман, Нил Кодлинг | 2:57         |
| 2. | «One Love»           | Андерсон, Оукс, Осман, Тони Хоффер                                  | 4:03         |
| 3. | «Simon»              | Андерсон, Кодлинг                                                   | 4:33         |
| 4. | «Positivity» (video) | Андерсон, Оукс, Гилберт, Осман, Кодлинг                             | 2:57         |

| №  | Название     | Автор(ы)                                          | Длительность |
| -- | ------------ | ------------------------------------------------- | ------------ |
| 1. | «Positivity» | Андерсон, Оукс, Гилберт, Осман, Кодлинг           | 2:57         |
| 2. | «Superstar»  | Андерсон, Оукс, Гилберт, Осман, Кодлинг, Алекс Ли | 4:11         |
| 3. | «Cheap»      | Андерсон, Оукс                                    | 4:41         |

| №  | Название             | Автор(ы)                                | Длительность |
| -- | -------------------- | --------------------------------------- | ------------ |
| 1. | «Positivity» (video) | Андерсон, Оукс, Гилберт, Осман, Кодлинг | 2:57         |
| 2. | «Colours»            | Андерсон                                | 3:30         |
| 3. | «Campfire Song»      | Андерсон, Кодлинг                       | 4:12         |